# مقاطعة كوكس
مقاطعة كوكس (بالألبانية: Qarku i Kukësit) هي واحدة من 12 مقاطعة في ألبانيا. عدد سكانها في تعداد 2011 بلغ 85292، في مساحة 2374 كيلومتر مربع. وعاصمتها هي مدينة كوكس.